# Paul Wilhelm Eduard Sprenger

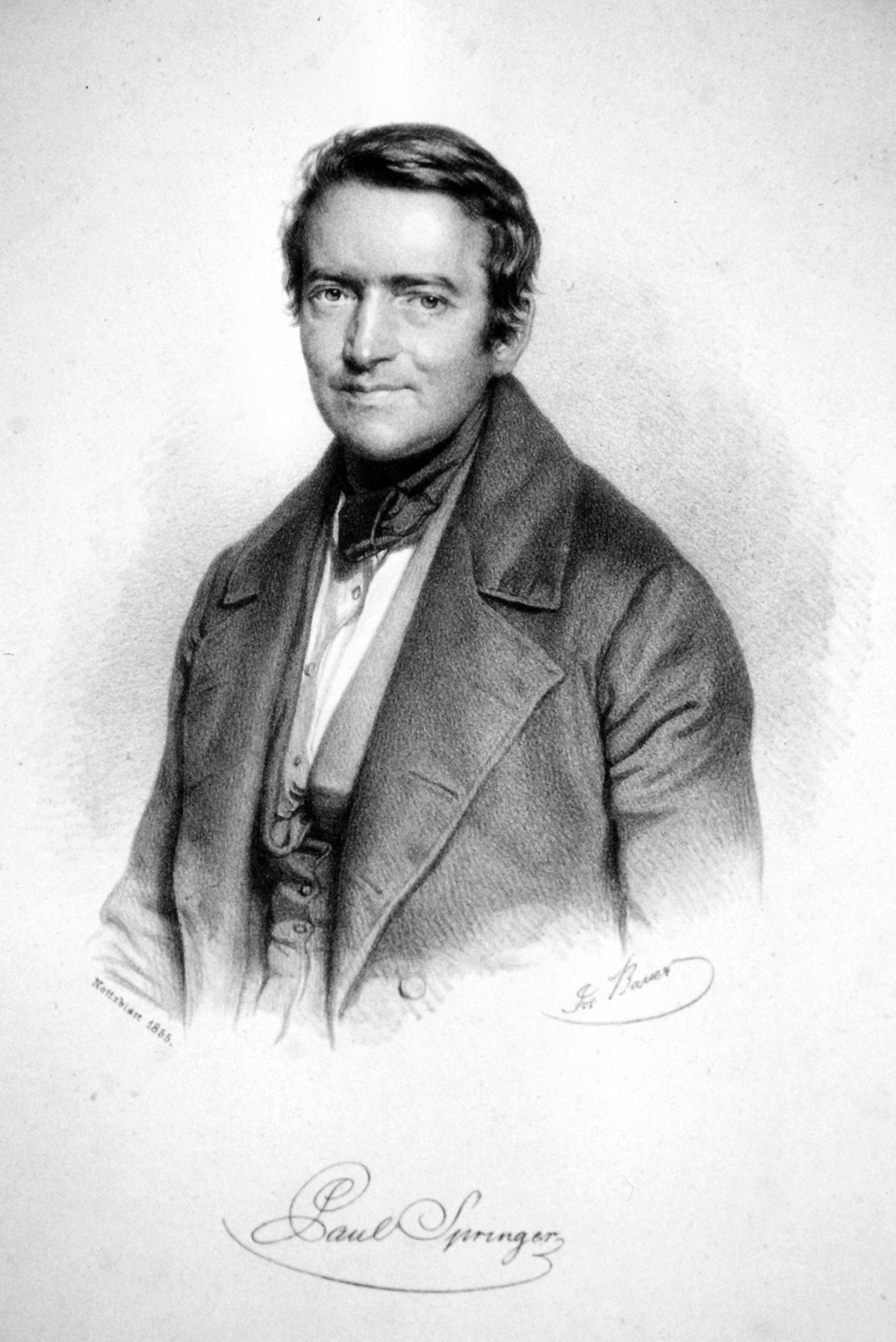
Paul Wilhelm Eduard Sprenger, Lithographie von Joseph Anton Bauer 1855

Paul Wilhelm Eduard Sprenger (* 20. August 1798 in Sagan; † 29. Oktober 1854 in Wien) war ein österreichischer Architekt. Er gilt als einer der wichtigsten Vertreter des Klassizismus in Österreich.

## Leben und Werk
Nach einem Studium unter anderem bei Peter von Nobile wurde er 1828 selbst Lehrer an der Akademie in Wien. Ab 1842 war er Leiter des Hofbauamtes. In dieser Funktion führte bei öffentlichen Bauaufträgen kein Weg an ihm vorbei und er wurde folgerichtig mit allen größeren Bauaufträgen betraut. Von anderen Architekten, besonders der jüngeren Generation wurde er bald mit dem verhassten Bürokratismus dieses Amtes in Verbindung gebracht und man nannte ihn den „Metternich der Architektur“. Dieses System wurde 1848 geändert, als Ausschreibungsverfahren eingeführt wurden.
Er ist für die äußerste Zweckmäßigkeit und Sparsamkeit seiner Bauten bekannt – wohl deswegen war er auch bei Hof so beliebt. Es handelte sich bei ihm aber um ein künstlerisches Prinzip. „Tadelnswert“ und nicht befriedigend für „Verstand und Auge“ ist nach ihm alles, was die Konstruktion versteckt. Dies wurde vor allem von der Generation der Ringstraßenarchitekten als „Beamtenarchitektur“, "Bürokratenstil" und „Sinnbild der so lange herrschenden künstlerischen Impotenz“ verspottet.

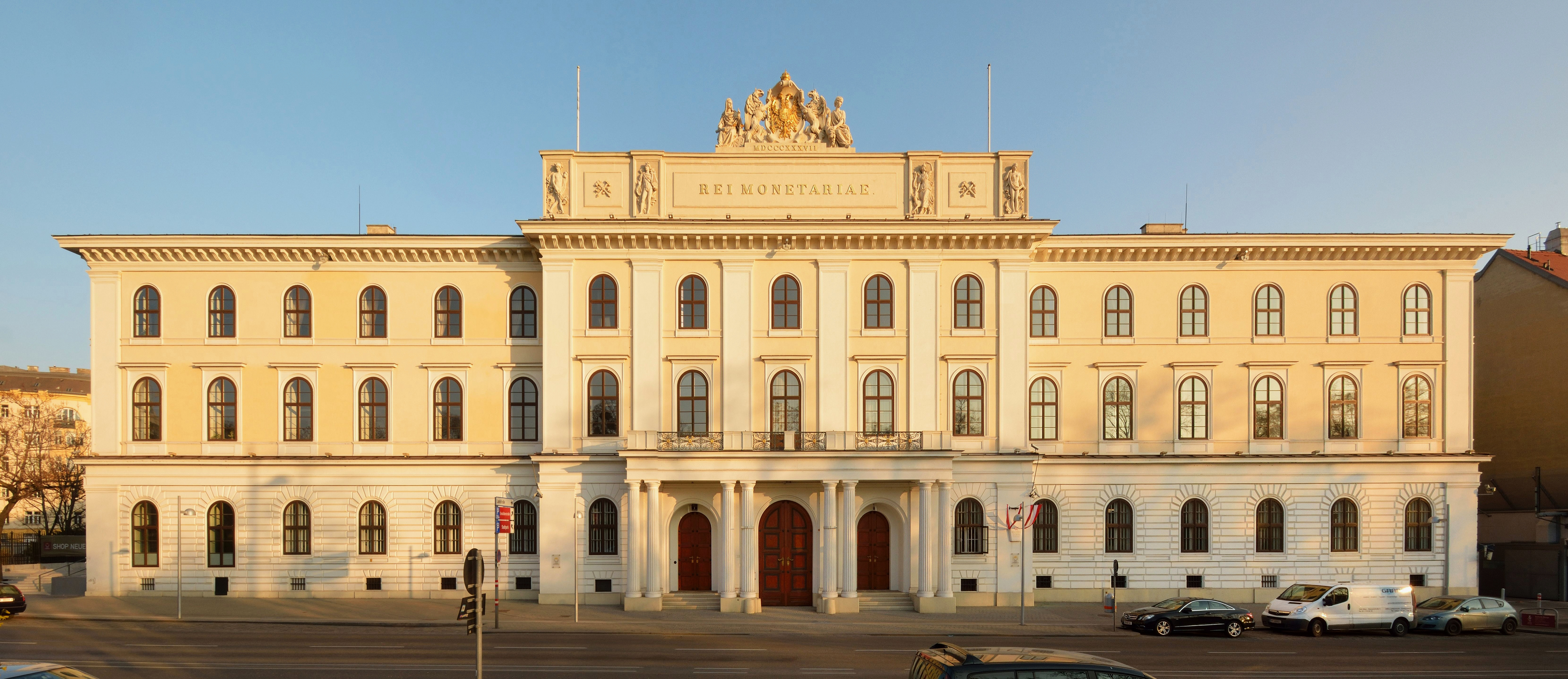
Hauptmünzamt am Heumarkt (2014)

Diese Einschätzung änderte sich im 20. Jahrhundert stark, Sprenger gilt heute als wichtiger Vorläufer der funktionalistischen Architektur, zumal er die relativ neue Bauaufgabe, große Amtsgebäude zu schaffen, meisterhaft löste. Sein Einsatz von verschiedenfarbigen Ziegeln als Dekorationselement findet sich bei Theophil von Hansen wieder und in seinen späteren Bauten weisen die Fensterrahmungen manchmal historisierende Elemente auf.
Sein letztes namhaftes Werk war die Altlerchenfelder Pfarrkirche, bei der allerdings im Zuge der Revolution von 1848 eine Neuausschreibung erzwungen wurde, während der Bau schon im Gang war. Er wurde komplett umgeplant und gilt so auch als eine Art Übergangswerk zwischen Klassizismus und Historismus.
In den Jahren 1839–1842 wurde Sprenger zur Sanierung der einsturzgefährdeten Spitze des Südturms des Wiener Stephansdoms herangezogen, die sich nach Norden geneigt hatte. Nach seinem Vorschlag wurden deren obersten 17 Meter abgenommen und die Steinornamente einem Gerüst aus Eisen angefügt. Da sich das Eisen jedoch nicht als rostbeständig erwies und in der Folgezeit etliche Steine aufgrund von Rostsprengungen zerbrachen, wurden ab 1850 unter Dombaumeister Leopold Ernst mit Zement vergossene Steindübel verwendet, was ebenfalls zu schweren Schäden am Bauwerk und letztlich zum vollständigen Abbruch des Turmhelms führen sollte.
Sprenger starb 1854 an der Cholera.

## Würdigung
Im Jahr 1953 wurde in Wien-Ottakring (16. Bezirk) der Sprengersteig nach ihm benannt.

## Werke

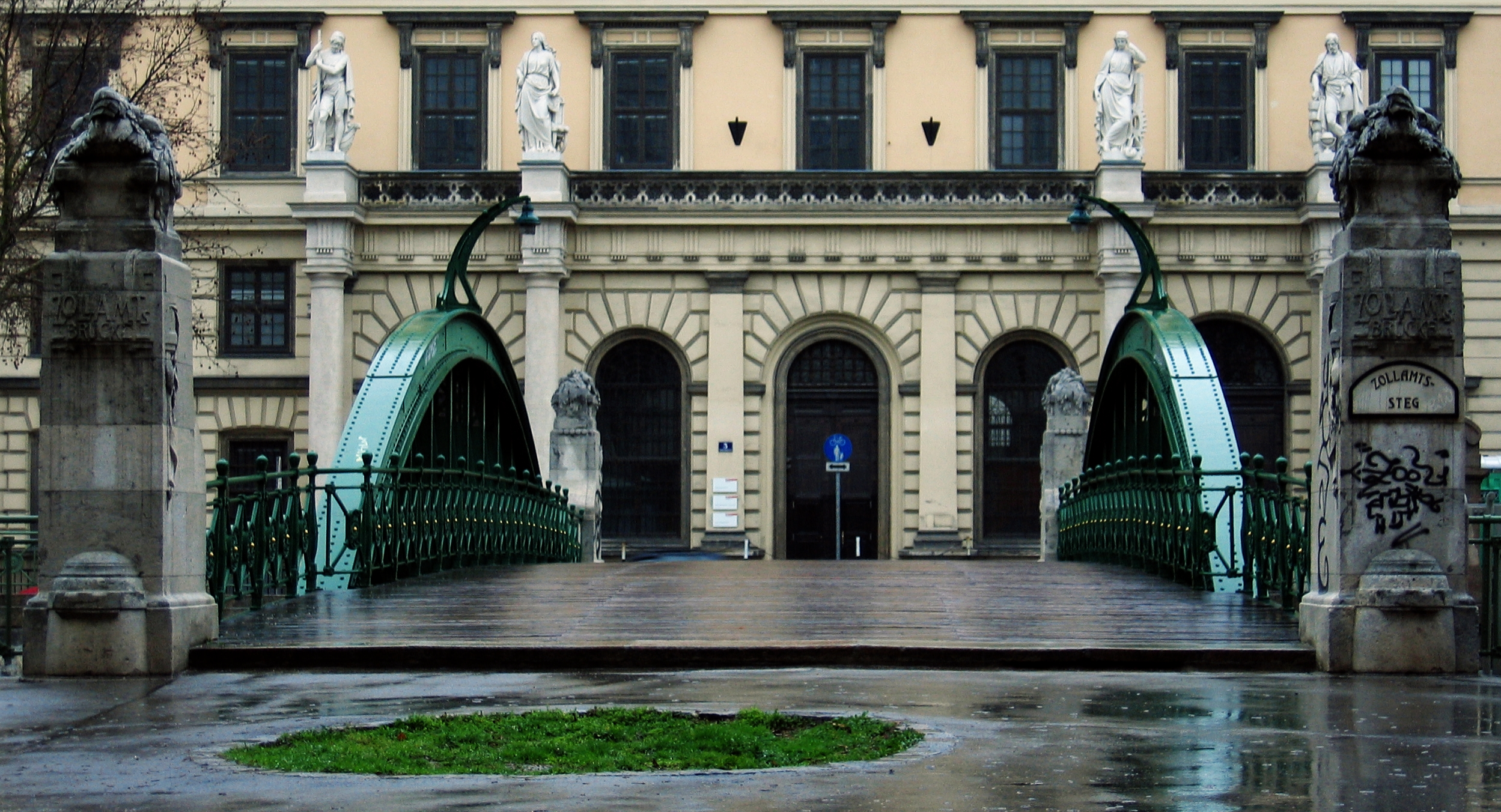
Finanzlandesdirektion hinter dem Zollamtssteg

- Hauptmünzamt am Heumarkt, erbaut 1835–1838
- Währinger Wasserturm im Anton-Baumann-Park, erbaut 1836–1841
- Finanzlandesdirektion in der Vorderen Zollamtsstraße 3, erbaut 1841–1847
- Hauptzollamt, ehemals Hintere Zollamtsstraße 4, erbaut 1840–1844[5]
- Niederösterreichische Statthalterei am Minoritenplatz, erbaut 1846–1847

## Schüler
- Eduard van der Nüll (1812–1868)